# Бройхилл, Джим
Джим Бройхилл (англ. Jim Broyhill), полное имя Джеймс Томас Бройхилл (англ. James Thomas Broyhill; 19 августа 1927, Ленор, Северная Каролина — 18 февраля 2023, Уинстон-Сейлем, Северная Каролина), — американский политик, сенатор США от Северной Каролины (1986), член Палаты представителей США от 9-го, а затем от 10-го избирательного округа Северной Каролины (1963—1986).

## Биография
Джим Бройхилл родился 19 августа 1927 года в Леноре (штат Северная Каролина), в семье Джеймса Эдгара (Эда) Бройхилла и Сати Хант Бройхилл (Satie Hunt Broyhill). Отец Джима был предпринимателем — в 1926 году он основал семейную компанию по производству мебели Lenoir Chair Company, впоследствии получившую известность как Broyhill Furniture Industries. После окончания школы Джим Бройхилл обучался в Университете Северной Каролины в Чапел-Хилле, где он в 1950 году получил степень бакалавра наук по бизнес-администрированию. В 1945—1962 годах Бройхилл работал на разных должностях в компании Broyhill Furniture Industries. В 1951 году он женился на Луизе Роббинс (Louise Robbins) из Дарема, впоследствии у них было трое детей — сыновья Эдгар и Филип, а также дочь Мэрилин.
В 1962 году Джим Бройхилл решил побороться за пост члена Палаты представителей США от 9-го избирательного округа Северной Каролины. На выборах в Конгресс США, состоявшихся 6 ноября 1962 года, он в упорной борьбе победил действующего конгрессмена, кандидата от демократической партии Хью Куинси Александера (Бройхилл набрал 50,48 %, а Александер — 49,52 % голосов). После этого Бройхилл ещё 11 раз раз побеждал на выборах в Конгресс США, проходивших каждые два года: в 1964 и 1966 годах — от 9-го избирательного округа, а в 1968, 1970, 1972, 1974, 1976, 1978, 1980, 1982 и 1984 годах — от 10-го избирательного округа Северной Каролины, проработав членом Палаты представителей США более 23 лет, с 1963 по 1986 год. В этот период он работал в комитете Палаты представителей по энергетике и торговле, а также в подкомитете по надзору и расследованиям в энергетике.
В 1986 году Бройхилл принял решение об участии в выборах сенатора США от Северной Каролины. Действующий сенатор-республиканец Джон Портер Ист объявил, что не будет выставлять свою кандидатуру на следующий срок, который должен был начаться в январе 1987 года, так что республиканцы должны были выбрать нового кандидата. Бройхилл победил на первичных выборах от Республиканской партии, где его соперниками были Дэвид Фандерберк и Фрезьер Гленн Миллер (в голосовании, состоявшемся 6 мая 1986 года, Бройхилл набрал 66,52 % голосов, Фандерберк — 30,31 %, а Миллер — 3,18 %). 29 июня 1986 года сенатор Джон Портер Ист покончил жизнь самоубийством, и тогдашнему губернатору Северной Каролины Джеймсу Мартину пришлось принимать решение о назначении сенатора на период до ближайших выборов. З июля 1986 года Мартин назначил на этот пост Бройхилла, официальное вступление в должность состоялось 14 июля.
Затем, в ноябре 1986 года, Бройхилл участвовал в выборах в Сенат США, на которых его основным соперником был представитель демократической партии Терри Сэнфорд. 4 ноября 1986 года одновременно проводились два голосования, в которых решалось, кто будет сенатором на остаток предыдущего срока (до января 1987 года) и кто будет сенатором на следующий шестилетний срок (в 1987—1993 годах). В обоих случаях в упорной борьбе победил Сэнфорд — 50,88 % голосов избирателей (против 49,12 % у Бройхилла) на остаток срока и 51,76 % голосов избирателей (против 48,24 % у Бройхилла) на следующий срок. По мнению Джеймса Мартина, одной из причин поражения Бройхилла было то, что у него не было достаточно времени на полноценное участие в выборной кампании в связи с занятостью в Сенате.
В 1987—1989 году Бройхилл был председателем Совета по экономическому развитию Северной Каролины (англ. North Carolina Economic Development Board), а в 1989—1991 годах он был министром торговли Северной Каролины. Джим Бройхилл скончался 18 февраля 2023 года в Уинстон-Сейлеме в возрасте 95 лет.